# Іґер
Іґер (англ. Eagar) — місто (англ. town) в США, в окрузі Апачі штату Аризона. Населення — 4395 осіб (2020).

## Географія
Іґер розташований за координатами 34°6′18″ пн. ш. 109°17′42″ зх. д. / 34.10500° пн. ш. 109.29500° зх. д. (34.104946, -109.294863). За даними Бюро перепису населення США в 2010 році місто мало площу 29,11 км², з яких 29,09 км² — суходіл та 0,02 км² — водойми.

## Демографія
Згідно з переписом 2010 року, у місті мешкало 4885 осіб у 1734 домогосподарствах у складі 1300 родин. Густота населення становила 168 осіб/км². Було 2045 помешкань (70/км²).
Расовий склад населення:
| - 87,8 % — білих - 3,4 % — корінних американців - 0,6 % — чорних або афроамериканців - 0,2 % — азіатів - 5,0 % — осіб інших рас |

До двох чи більше рас належало 3,0 %. Частка іспаномовних становила 18,8 % від усіх жителів.
За віковим діапазоном населення розподілялося таким чином: 30,2 % — особи молодші 18 років, 56,7 % — особи у віці 18—64 років, 13,1 % — особи у віці 65 років та старші. Медіана віку мешканця становила 34,9 року. На 100 осіб жіночої статі у місті припадало 97,7 чоловіків; на 100 жінок у віці від 18 років та старших — 97,2 чоловіків також старших 18 років.
Середній дохід на одне домашнє господарство становив 58 478 доларів США (медіана — 50 675), а середній дохід на одну сім'ю — 60 842 долари (медіана — 54 662). Медіана доходів становила 47 563 долари для чоловіків та 29 618 доларів для жінок. За межею бідності перебувало 18,0 % осіб, у тому числі 28,1 % дітей у віці до 18 років та 1,0 % осіб у віці 65 років та старших.
Цивільне працевлаштоване населення становило 1738 осіб. Основні галузі зайнятості: освіта, охорона здоров'я та соціальна допомога — 16,7 %, мистецтво, розваги та відпочинок — 14,8 %, роздрібна торгівля — 13,7 %.